# Sezonul de snooker 2006/2007
Sezonul de snooker 2006/2007 reprezinta o serie de turnee de snooker ce se desfășoară între 2006 și 2007. 
| Dată            | Turneu                     | Locație   | Câștigator        | Finalist          | Scor          |
| 13 aug - 20 aug | Northern Ireland Trophy    | Belfast   | Ding Junhui       | Ronnie O'Sullivan | 9-6           |
| 2 sep           | Pot Black Cup              | London    | Mark Williams     | John Higgins      | 1-0 (119 -13) |
| 21 oct - 29 oct | Grand Prix                 | Aberdeen  | Neil Robertson    | Jamie Cope        | 9-5           |
| 4 dec - 17 dec  | UK Championship            | York      | Peter Ebdon       | Stephen Hendry    | 10-6          |
| 14 ian - 21 ian | Saga Insurance Masters     | London    | Ronnie O'Sullivan | Ding Junhui       | 10-3          |
| 29 ian - 4 feb  | Malta Cup                  | Portomaso | Shaun Murphy      | Ryan Day          | 9-4           |
| 12 feb - 18 feb | Welsh Open                 | Newport   | Neil Robertson    | Andrew Higginson  | 9-8           |
| 25 mar - 1 apr  | China Open                 | Beijing   | Graeme Dott       | Jamie Cope        | 9-5           |
| 21 apr - 7 mai  | World Snooker Championship | Sheffield | John Higgins      | Mark Selby        | 18-13         |